# Florianópolis
Florianópolis là thành phố thủ phủ của bang Santa Catarina, Brasil.
Thành phố bao gồm các hòn đảo chính, đảo Santa Catarina (Ilha de Santa Catarina), một phần lục địa và các đảo nhỏ xung quanh. Thành phố có dân số 408.161 người theo ước tính của Brazil Viện Địa lý và Thống kê Brasil. Khu vực vùng đô thị có dân số ước tính 980.396 người. Thành phố này được biết đến với việc có một chất lượng cuộc sống cao, là thủ phủ bang của Brazil với chỉ số phát triển con người cao nhất (0,875) theo quy định của Liên Hợp Quốc. 
Nền kinh tế của Florianópolis chủ yếu dựa vào công nghệ thông tin, du lịch và dịch vụ. Thành phố này có 42 bãi biển và là trung tâm của hoạt động lướt sóng. Tạp chí Veja, một ấn phẩm của Brazil, bầu chọn thành phố là "nơi tốt nhất để sống ở Brazil.
Phần lớn dân số sống trên một nửa trung tâm và phía bắc của hòn đảo. Nửa phía nam ít người sinh sống. 
Sân bay quốc tế Hercilio Luz phục vụ thành phố. Florianópolis là nơi có Đại học Liên bang Santa Catarina.